# Hooked on Phonics
Hooked on Phonics é uma marca registrada de recursos educacionais, originalmente concebida para facilitar o processo de aprendizagem da leitura através do método fonético. Lançada pela primeira vez em 1987, adotava uma abordagem sistemática da fonética, utilizando narrativas estruturadas para ensinar a correlação entre letras e sons como parte do processo de alfabetização infantil. Desde então, o programa expandiu-se para incluir uma vasta gama de mídias, como livros, jogos digitais, músicas, vídeos e cartões de memória flash, além de diversificar seus conteúdos para abranger outras disciplinas. Seu público principal são indivíduos e pais envolvidos no ensino domiciliar. A marca ganhou considerável visibilidade por meio de campanhas publicitárias televisivas e radiofônicas durante os anos 90.

## História
O programa Hooked on Phonics foi desenvolvido na década de 1980, com o lançamento do seu produto original, o Hooked on Phonics Learn to Read, pela Gateway Educational Products em 1987.
A empresa construiu um negócio próspero, impulsionado por uma publicidade significativa, alcançando vendas anuais superiores a US$100 milhões. O produto, juntamente com seu famoso slogan "Hooked on Phonics funcionou para mim!" (recitado por crianças nos comerciais televisivos do produto) e seu número de telefone "1-800-ABCDEFG" (atualmente pertencente ao Wilshire Law Firm, PC), tornou-se amplamente reconhecido durante meados da década de 1990. Entre os principais veículos de publicidade da época estava o programa de rádio de Rush Limbaugh, que também estava em ascensão naquele período.
Em 1994, a empresa foi destaque no programa Dateline NBC, onde um representante da Federal Trade Commission (FTC) criticou a empresa por "publicidade enganosa". Posteriormente, a FTC e a Gateway chegaram a um acordo, no qual a Gateway concordou em seguir as regulamentações básicas de publicidade e em divulgar todos os dados de pesquisa e queixas dos consumidores. No entanto, a cobertura negativa da mídia resultou em uma queda significativa nas vendas da empresa, levando-a a solicitar proteção contra falência.
No ano de 2001, foi introduzida uma nova iniciativa no programa "Hooked on School Success", que incluía estratégias para aprimorar habilidades de teste e de estudo. Além disso, estabeleceu-se uma nova parceria com os Centros de Aprendizagem KinderCare, visando a utilização dos materiais em creches privadas da KinderCare.
Em 2004, a FTC impôs uma multa à empresa então conhecida como Gateway Learning Corporation por modificar retroativamente sua política de privacidade sem informar os clientes e, consequentemente, compartilhar informações privadas sobre clientes, incluindo crianças, com empresas de marketing externas.
Em 2005, a linha de produtos foi adquirida pela Educate, Inc., empresa que também operava a Sylvan Learning, e passou a comercializar produtos no varejo. No ano seguinte, em 2006, a empresa lançou uma nova série de programas educacionais, que incluíam o Hooked on Spanish, Hooked on Handwriting e Hooked on Spelling, entre outros.
Em 2007, o programa Hooked on Phonics foi expandido para mais de 30 países, ampliando seu alcance global.
Em 2007, a Hooked on Phonics tornou-se uma empresa privada e passou a operar sob o nome de Smarterville, Inc.
O principal produto, Learn to Read, passou por uma significativa reformulação, incorporando DVDs, personalizações web e uma nova linha completa de materiais para leitura fonética sistemática. Essa atualização foi lançada no verão de 2009 e incluiu sessenta (60) videoclipes adicionais, produzidos por Russell Ginns e com performances de Cathy Fink, Marcy Marxer e do grupo de a cappella The Bobs.
Em 2011, a Hooked on Phonics foi adquirida pela Sandviks Inc., proporcionando à empresa um novo começo e uma nova equipe de gestão.
O aplicativo móvel Hooked on Phonics para iOS e Android foi lançado em 2013.
Em 2020, o aplicativo Hooked on Phonics passou por uma reformulação completa e foi relançado, apresentando atualizações e melhorias significativas em sua funcionalidade e conteúdo.
Em 2022, o aplicativo Hooked on Math foi lançado, além disso, foi lançada a marca Hooked & Company.

## Autores
O programa completo apresenta uma vasta coleção de livros e histórias escritas por mais de cinquenta (50) autores renomados, incluindo Charlotte Zolotow, Robert D. San Souci, Russell Ginns, David Ezra Stein, Rosemary Wells e Jahnna N. Malcolm.

## Artistas
A programação completa traz músicas dos seguintes músicos:
- The Bobs
- Cathy Fink & Marcy Marxer
- Marcy Heisler
- Russell Ginns
- Bob Dorough
- Stuart Kollmorgan
- Ben Steinfeld
- Carolee Goodgold
- Eric Stuart
- Abril e Eva Ginns
- Randy Thomas

## Prêmios
Os produtos da Hooked on Phonics receberam diversos prêmios ao longo dos anos. Alguns desses prêmios incluem:
- Selo Nacional de Aprovação Parental em 1998, 2005 e 2007[9]
- Prêmio Escolha do Professor em 2004, 2008 e 2009